# Zach Cunningham
Zachary Daniel Cunningham (Pinson, 12 dicembre 1994) è un giocatore di football americano statunitense che milita nel ruolo di linebacker per i Denver Broncos della National Football League  (NFL).

## Carriera

### Houston Texans
Al college Cunningham giocò a football a Vanderbilt dal 2014 al 2016. Fu scelto nel corso del secondo giro (57º assoluto) del Draft NFL 2017 dagli Houston Texans. Debuttò come professionista subentrando nel primo turno contro i Jacksonville Jaguars e mettendo a segno 5 tackle e un passaggio deviato. La settimana seguente disputò la prima gara come titolare contro i Cincinnati Bengals terminando con 6 tackle. La sua prima stagione si chiuse al secondo posto tra i rookie della NFL con 90 tackle.
Nel 2020 Cunningham guidò la NFL in tackle solitari (106) e totali (164).

### Tennessee Titans
Il 9 dicembre 2021 Cunningham firmò con i Tennessee Titans.

### Philadelphia Eagles
Il 6 agosto 2023 Cunningham firmò con i Philadelphia Eagles.